# Panagiotis Doxaras

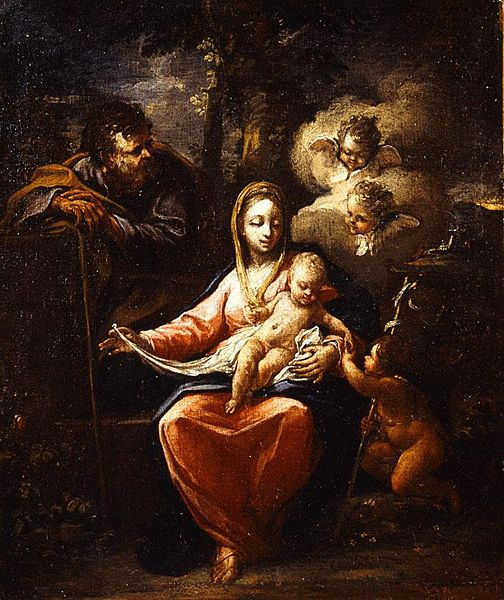
Panagiotis Doxaras, Die Heilige Familie

Panagiotis Doxaras, Feldherr Alexander der Große

Panagiotis Doxaras (* 1662 in Mani; † 1729 in Korfu; auch Panayotis oder Panayiotis Doxaras) war ein bedeutender griechischer Maler und Begründer der sogenannten Malschule der Ionischen Inseln.
Im Jahre 1664 ließ sich seine Familie auf der Insel Zakynthos nieder. Auf der Insel nahm er in jungen Jahren Unterricht in Ikonenmalerei bei Leo Moskos. 1694 wurde er Soldat in der venezianischen Armee und kämpfte in Chios gegen die Osmanen. Fünf Jahre später verließ er die Armee, wobei er von den Venezianern für seine militärischen Verdienste zum Ritter ernannt wurde und im Jahre 1721 Grundbesitz auf der Insel Leukas bekam.
Von 1699 bis 1704 studierte er Malerei in Venedig. Nach seiner Studienzeit in Italien, verbrachte er sein restliches Leben auf den Inseln Zakynthos, Leukas und Korfu.
Die Werke von Doxaras stellen einen Wendepunkt der griechischen Malerei dar von der byzantinischen hagiographischen Malerei, hin zur Kunst der Renaissance. Panagiotis Doxaras war ein Bewunderer der italienischen Maler und insbesondere von Leonardo da Vinci, dessen Werk «Trattato della pittura» er ins Griechische übersetzte. Im Jahre 1726 verfasste er ein eigenes Werk, ein Malerbuch mit dem Titel «Über die Malerei» (Peri Zographias), dass jedoch erst viel später, im Jahre 1871 (in deutscher Übersetzung 2004), veröffentlicht wurde.
Doxaras Werke behandeln hauptsächlich religiöse Themen. Er war aber auch einer der ersten griechischen Porträtisten. Sein bekanntestes Porträt ist dasjenige von Graf von der Schulenburg, dem Verteidiger Korfus. Doxaras malte auch die Decke der Kirche des Heiligen Spyridon auf Korfu und stattete sie mit Ikonen aus. Die Deckenmalerei, sein Hauptwerk, wurde jedoch durch Feuchtigkeit zerstört und musste Mitte des 19. Jahrhunderts übermalt werden.